# Bartosz Bereszyński
Bartosz Bereszyńskiⓘ (ur. 12 lipca 1992 w Poznaniu) – polski piłkarz, występujący na pozycji obrońcy w reprezentacji Polski.

## Kariera klubowa

### Początki
Bereszyński jest wychowankiem TPS-u Winogrady, z którego przeniósł się do Poznaniaka Poznań. Następnie został zawodnikiem Warty Poznań, by w 2009 podpisać kontrakt z Lechem Poznań. Początkowo występował jako pomocnik i napastnik.

### Kariera seniorska
Na początku 2010 został włączony do kadry pierwszego zespołu Lecha, z którym w sezonie 2009/2010 zdobył mistrzostwo Polski. Latem 2011 Bereszyński został wypożyczony do pierwszoligowej wówczas Warty Poznań, w której barwach rozegrał w sumie 27 spotkań oraz zdobył jednego gola. Przed sezonem 2012/2013 zawodnik wrócił do Lecha, gdzie trener Mariusz Rumak na stałe włączył go do kadry pierwszego zespołu. 26 listopada 2012 podczas wygranego 3:2 meczu z Podbeskidziem Bielsko-Biała zdobył swoją pierwszą bramkę w barwach klubu. 18 stycznia 2013 podpisał trzyletnią umowę z Legią Warszawa, która obowiązywać miała od sezonu 2013/14. Wcześniej odmówił on przedłużenia wygasającego w lipcu 2013 roku kontraktu z Lechem. Transfer Bereszyńskiego spotkał się z ostrą reakcją kibiców Lecha. Piłkarz otrzymał kilkaset wiadomości z pogróżkami. 28 stycznia doszło do porozumienia pomiędzy Legią i Lechem, dzięki czemu Bereszyński trafił do Warszawy pół roku wcześniej. Następnego dnia miała miejsce oficjalna prezentacja piłkarza. W nowym zespole zadebiutował 23 lutego podczas przegranego 2:3 ligowego starcia z Koroną Kielce. W pięciu sezonach gry w Warszawie zdobył 4 mistrzostwa Polski i 3 puchary Polski. 4 stycznia 2017 podpisał czteroipółletnią umowę z włoską UC Sampdorią. W nowym klubie zadebiutował 19 stycznia 2017 w przegranym 0:4, meczu Pucharu Włoch przeciwko Romie. 29 stycznia 2017, w wygranym 3:2, ligowym meczu przeciwko tej drużynie, zadebiutował w Serie A.
7 stycznia 2023 został wypożyczony do włoskiego klubu SSC Napoli, z opcją wykupu. Pół roku później znów został wypożyczony, tym razem do włoskiego klubu Empoli FC.

## Kariera reprezentacyjna
Bereszyński ma za sobą występy w młodzieżowych reprezentacjach U-19 i U-20. Pierwszy mecz w kadrze do lat 19 rozegrał 10 sierpnia 2010 przeciwko Szwecji, zaś premierowe trafienie zanotował 4 października 2010 w meczu z Turcją. W kadrze do lat 20 zadebiutował 2 września 2011 w spotkaniu z Niemcami, zaś 14 listopada 2012 zdobył swoją pierwsza bramkę, także w meczu z zespołem Niemiec. 23 marca 2013 przeciwko Litwie rozegrał pierwszy mecz w reprezentacji U-21. 4 czerwca podczas towarzyskiego spotkania z Liechtensteinem zadebiutował w seniorskiej reprezentacji Polski.
Na Mistrzostwach Świata 2022 zagrał w trzech meczach fazy grupowej, a także w meczu 1/8 finału przeciwko Francji. Został uznany przez media za jednego z najlepszych polskich zawodników na turnieju. Pomimo wyróżnień, zajmujący się statystyką portal Sofascore umieścił go w najgorszej jedenastce mistrzostw.

## Statystyki kariery klubowej

### Młoda Ekstraklasa
| Klub               | Sezon              | Liga               | Suma  | Suma   |
| Klub               | Sezon              | Liga               | Mecze | Bramki |
| ------------------ | ------------------ | ------------------ | ----- | ------ |
| Lech Poznań        | 2009/10            | Młoda Ekstraklasa  | 7     | 0      |
| Lech Poznań        | 2010/11            | Młoda Ekstraklasa  | 19    | 2      |
| Lech Poznań        | 2012/13            | Młoda Ekstraklasa  | 3     | 1      |
| Ogólnie w karierze | Ogólnie w karierze | Ogólnie w karierze | 29    | 3      |

### Seniorzy
Stan po zakończeniu sezonu 2022/2023
| Klub                | Sezon              | Liga               | Liga  | Liga   | Puchar kraju | Puchar kraju | Europa | Europa | Inne  | Inne   | Suma  | Suma   |
| Klub                | Sezon              | Liga               | Mecze | Bramki | Mecze        | Bramki       | Mecze  | Bramki | Mecze | Bramki | Mecze | Bramki |
| ------------------- | ------------------ | ------------------ | ----- | ------ | ------------ | ------------ | ------ | ------ | ----- | ------ | ----- | ------ |
| Lech Poznań         | 2009/10            | Ekstraklasa        | 2     | 0      | 0            | 0            | –      | –      | –     | –      | 2     | 0      |
| Lech Poznań         | 2010/11            | Ekstraklasa        | 0     | 0      | 0            | 0            | –      | –      | –     | –      | 0     | 0      |
| Warta Poznań (wyp.) | 2011/12            | I liga             | 27    | 1      | 0            | 0            | –      | –      | –     | –      | 27    | 1      |
| Lech Poznań         | 2012/13            | Ekstraklasa        | 11    | 1      | 1            | 0            | 3      | 0      | –     | –      | 15    | 1      |
| Legia Warszawa      | 2012/13            | Ekstraklasa        | 12    | 0      | 0            | 0            | –      | –      | –     | –      | 12    | 0      |
| Legia Warszawa      | 2013/14            | Ekstraklasa        | 18    | 1      | 1            | 0            | 8      | 0      | –     | –      | 27    | 1      |
| Legia Warszawa      | 2014/15            | Ekstraklasa        | 16    | 0      | 2            | 0            | 1      | 0      | 1     | 0      | 20    | 0      |
| Legia Warszawa      | 2015/16            | Ekstraklasa        | 16    | 0      | 4            | 0            | 8      | 0      | –     | –      | 28    | 0      |
| Legia Warszawa      | 2016/17            | Ekstraklasa        | 11    | 0      | 0            | 0            | 9      | 0      | 1     | 0      | 21    | 0      |
| UC Sampdoria        | 2016/17            | Serie A            | 13    | 0      | 1            | 0            | –      | –      | –     | –      | 14    | 0      |
| UC Sampdoria        | 2017/18            | Serie A            | 31    | 0      | 0            | 0            | –      | –      | –     | –      | 31    | 0      |
| UC Sampdoria        | 2018/19            | Serie A            | 27    | 0      | 1            | 0            | –      | –      | –     | –      | 28    | 0      |
| UC Sampdoria        | 2019/20            | Serie A            | 28    | 0      | 1            | 0            | –      | –      | –     | –      | 29    | 0      |
| UC Sampdoria        | 2020/21            | Serie A            | 31    | 1      | 1            | 0            | –      | –      | –     | –      | 32    | 1      |
| UC Sampdoria        | 2021/22            | Serie A            | 35    | 0      | 2            | 0            | –      | –      | –     | –      | 37    | 0      |
| UC Sampdoria        | 2022/23            | Serie A            | 15    | 0      | 1            | 0            | –      | –      | –     | –      | 16    | 0      |
| SSC Napoli (wyp.)   | 2022/23            | Serie A            | 3     | 0      | 1            | 0            | 0      | 0      | 0     | 0      | 4     | 0      |
| Ogólnie w karierze  | Ogólnie w karierze | Ogólnie w karierze | 296   | 4      | 16           | 0            | 29     | 0      | 2     | 0      | 343   | 4      |

## Statystyki kariery reprezentacyjnej
Stan na 24 marca 2025
| Reprezentacja | Rok     | Występy | Gole |
| ------------- | ------- | ------- | ---- |
| Polska U-19   | 2010    | 5       | 1    |
| Polska U-19   | 2011    | 6       | 0    |
| Polska U-19   | Ogólnie | 11      | 1    |
| Polska U-20   | 2011    | 3       | 0    |
| Polska U-20   | 2012    | 6       | 1    |
| Polska U-20   | Ogólnie | 9       | 1    |
| Polska U-21   | 2013    | 2       | 0    |
| Polska U-21   | Ogólnie | 2       | 0    |
| Polska        | 2013    | 1       | 0    |
| Polska        | 2014    | 1       | 0    |
| Polska        | 2016    | 1       | 0    |
| Polska        | 2017    | 3       | 0    |
| Polska        | 2018    | 10      | 0    |
| Polska        | 2019    | 6       | 0    |
| Polska        | 2020    | 6       | 0    |
| Polska        | 2021    | 11      | 0    |
| Polska        | 2022    | 11      | 0    |
| Polska        | 2023    | 4       | 0    |
| Polska        | 2024    | 3       | 0    |
| Polska        | 2025    | 1       | 0    |
| Polska        | Ogólnie | 58      | 0    |

| Mecze i gole w reprezentacji | Mecze i gole w reprezentacji | Mecze i gole w reprezentacji | Mecze i gole w reprezentacji  | Mecze i gole w reprezentacji | Mecze i gole w reprezentacji | Mecze i gole w reprezentacji | Mecze i gole w reprezentacji | Mecze i gole w reprezentacji |
| Lp.                          | Data                         | Reprezentacja                | Miejsce                       | Przeciwnik                   | Rezultat                     | Gole                         | Rozgrywki                    | Przypis                      |
| ---------------------------- | ---------------------------- | ---------------------------- | ----------------------------- | ---------------------------- | ---------------------------- | ---------------------------- | ---------------------------- | ---------------------------- |
| 1.                           | 10 sierpnia 2010             | U-19                         | Koszalin, Polska              | Szwecja U-19                 | 1:3                          |                              | Mecz towarzyski              | [ 20 ]                       |
| 2.                           | 12 sierpnia 2010             | U-19                         | Szczecinek, Polska            | Szwecja U-19                 | 0:2                          |                              | Mecz towarzyski              | [ 20 ]                       |
| 3.                           | 28 września 2010             | U-19                         | Bolu, Turcja                  | Turcja U-19                  | 0:2                          |                              | Mecz towarzyski              | [ 21 ]                       |
| 4.                           | 4 października 2010          | U-19                         | Bolu, Turcja                  | Turcja U-19                  | 2:1                          | 2:1                          | Mecz towarzyski              | [ 22 ]                       |
| 5.                           | 25 października 2010         | U-19                         | Telki, Węgry                  | Finlandia U-19               | 2:0                          |                              | El. ME U-19 2011             | [ 23 ]                       |
| 6.                           | 26 marca 2011                | U-19                         | Wronki, Polska                | Norwegia U-19                | 3:1                          |                              | Mecz towarzyski              | [ 24 ]                       |
| 7.                           | 29 marca 2011                | U-19                         | Grodzisk Wielkopolski, Polska | Norwegia U-19                | 1:1                          |                              | Mecz towarzyski              | [ 25 ]                       |
| 8.                           | 27 kwietnia 2011             | U-19                         | Struga, Macedonia             | Macedonia Północna U-19      | 0:0                          |                              | Mecz towarzyski              | [ 26 ]                       |
| 9.                           | 29 kwietnia 2011             | U-19                         | Struga, Macedonia             | Macedonia Północna U-19      | 2:0                          |                              | Mecz towarzyski              | [ 27 ]                       |
| 10.                          | 26 maja 2011                 | U-19                         | Kołobrzeg, Polska             | Włochy U-19                  | 1:3                          |                              | El. ME U-19 2011             | [ 28 ]                       |
| 11.                          | 29 maja 2011                 | U-19                         | Szczecinek, Polska            | Ukraina U-19                 | 1:1                          |                              | El. ME U-19 2011             | [ 29 ]                       |
| 1.                           | 2 września 2011              | U-20                         | Offenburg, Niemcy             | Niemcy U-20                  | 2:4                          |                              | Turniej Czterech Narodów     | [ 30 ]                       |
| 2.                           | 8 września 2011              | U-20                         | Częstochowa, Polska           | Włochy U-20                  | 1:2                          |                              | Turniej Czterech Narodów     | [ 31 ]                       |
| 3.                           | 6 października 2011          | U-20                         | Pruszków, Polska              | Szwajcaria U-20              | 0:1                          |                              | Turniej Czterech Narodów     | [ 32 ]                       |
| 4.                           | 5 marca 2012                 | U-20                         | Meyrin, Szwajcaria            | Szwajcaria U-20              | 2:1                          |                              | Turniej Czterech Narodów     | [ 33 ]                       |
| 5.                           | 15 sierpnia 2012             | U-20                         | Opawa, Czechy                 | Czechy U-20                  | 2:1                          |                              | Mecz towarzyski              | [ 34 ]                       |
| 6.                           | 5 września 2012              | U-20                         | Sulejówek, Polska             | Szwajcaria U-20              | 2:1                          |                              | Turniej Czterech Narodów     | [ 35 ]                       |
| 7.                           | 9 września 2012              | U-20                         | Aspach, Niemcy                | Niemcy U-20                  | 2:2                          |                              | Turniej Czterech Narodów     | [ 36 ]                       |
| 8.                           | 10 października 2012         | U-20                         | Vevey, Szwajcaria             | Szwajcaria U-20              | 2:2                          |                              | Turniej Czterech Narodów     | [ 37 ]                       |
| 9.                           | 14 listopada 2012            | U-20                         | Gliwice, Polska               | Niemcy U-20                  | 2:1                          | 2:1                          | Turniej Czterech Narodów     | [ 38 ]                       |
| 1.                           | 23 marca 2013                | U-21                         | Siedlce, Polska               | Litwa U-21                   | 3:0                          |                              | Mecz towarzyski              | [ 39 ]                       |
| 2.                           | 26 marca 2013                | U-21                         | Legionowo, Polska             | Łotwa U-21                   | 4:1                          |                              | Mecz towarzyski              | [ 40 ]                       |
| 1.                           | 4 czerwca 2013               | A                            | Kraków, Polska                | Liechtenstein                | 2:0                          |                              | Mecz towarzyski              | [ 41 ]                       |
| 2.                           | 18 stycznia 2014             | A                            | Abu Zabi, ZEA                 | Norwegia                     | 3:0                          |                              | Mecz towarzyski              |                              |
| 3.                           | 14 listopada 2016            | A                            | Wrocław, Polska               | Słowenia                     | 1:1                          |                              | Mecz towarzyski              |                              |
| 4.                           | 5 października 2017          | A                            | Erywań, Armenia               | Armenia                      | 6:1                          |                              | el. MŚ 2018                  |                              |
| 5.                           | 8 października 2017          | A                            | Warszawa, Polska              | Czarnogóra                   | 4:2                          |                              | el. MŚ 2018                  |                              |
| 6.                           | 10 listopada 2017            | A                            | Warszawa, Polska              | Urugwaj                      | 0:0                          |                              | Mecz towarzyski              |                              |
| 7.                           | 8 czerwca 2018               | A                            | Poznań, Polska                | Chile                        | 2:2                          |                              | Mecz towarzyski              |                              |
| 8.                           | 12 czerwca 2018              | A                            | Warszawa, Polska              | Litwa                        | 4:0                          |                              | Mecz towarzyski              |                              |
| 9.                           | 19 czerwca 2018              | A                            | Moskwa, Rosja                 | Senegal                      | 1:2                          |                              | MŚ 2018                      |                              |
| 10.                          | 24 czerwca 2018              | A                            | Kazań, Rosja                  | Kolumbia                     | 0:3                          |                              | MŚ 2018                      |                              |
| 11.                          | 28 czerwca 2018              | A                            | Wołgograd, Rosja              | Japonia                      | 1:0                          |                              | MŚ 2018                      |                              |
| 12.                          | 7 września 2018              | A                            | Bolonia, Włochy               | Włochy                       | 1:1                          |                              | LN 2018/2019                 |                              |
| 13.                          | 11 października 2018         | A                            | Chorzów, Polska               | Portugalia                   | 2:3                          |                              | LN 2018/2019                 |                              |
| 14.                          | 14 października 2018         | A                            | Chorzów, Polska               | Włochy                       | 0:1                          |                              | LN 2018/2019                 |                              |
| 15.                          | 15 listopada 2018            | A                            | Gdańsk, Polska                | Czechy                       | 0:1                          |                              | Mecz towarzyski              |                              |
| 16.                          | 20 listopada 2018            | A                            | Guimarães, Portugalia         | Portugalia                   | 1:1                          |                              | LN 2018/2019                 |                              |
| 17.                          | 21 marca 2019                | A                            | Wiedeń, Austria               | Austria                      | 1:0                          |                              | el. ME 2020                  |                              |
| 18.                          | 7 czerwca 2019               | A                            | Skopje, Macedonia Północna    | Macedonia Północna           | 1:0                          |                              | el. ME 2020                  |                              |
| 19.                          | 10 czerwca 2019              | A                            | Warszawa, Polska              | Izrael                       | 4:0                          |                              | el. ME 2020                  |                              |
| 20.                          | 6 września2019               | A                            | Lublana, Słowenia             | Słowenia                     | 0:2                          |                              | el. ME 2020                  |                              |
| 21.                          | 10 czerwca 2019              | A                            | Warszawa, Polska              | Austria                      | 0:0                          |                              | el. ME 2020                  |                              |
| 22.                          | 13 października 2019         | A                            | Warszawa, Polska              | Macedonia Północna           | 2:0                          |                              | el. ME 2020                  |                              |
| 23.                          | 4 września 2020              | A                            | Amsterdam, Holandia           | Holandia                     | 0:1                          |                              | LN 2020/2021                 |                              |
| 24.                          | 7 października 2020          | A                            | Gdańsk, Polska                | Finlandia                    | 5:1                          |                              | Mecz towarzyski              |                              |
| 25.                          | 11 października 2020         | A                            | Gdańsk, Polska                | Włochy                       | 0:0                          |                              | LN 2020/2021                 |                              |
| 26.                          | 14 października 2020         | A                            | Wrocław, Polska               | Bośnia i Hercegowina         | 3:0                          |                              | LN 2020/2021                 |                              |
| 27.                          | 11 listopada 2020            | A                            | Chorzów, Polska               | Ukraina                      | 2:0                          |                              | towarzyski                   |                              |
| 28.                          | 15 listopada 2020            | A                            | Reggio nell’Emilia, Włochy    | Włochy                       | 0:2                          |                              | LN 2020/2021                 |                              |
| 29.                          | 25 marca 2021                | A                            | Budapeszt, Węgry              | Węgry                        | 3:3                          |                              | el. MŚ 2022                  |                              |
| 30.                          | 28 marca 2021                | A                            | Warszawa, Polska              | Andora                       | 3:0                          |                              | el. MŚ 2022                  |                              |
| 31.                          | 31 marca 2021                | A                            | Londyn, Anglia                | Anglia                       | 1:2                          |                              | el. MŚ 2022                  |                              |
| 32.                          | 1 czerwca 2021               | A                            | Wrocław, Polska               | Rosja                        | 1:1                          |                              | towarzyski                   |                              |
| 33.                          | 14 czerwca 2021              | A                            | Petersburg, Rosja             | Słowacja                     | 1:2                          |                              | ME 2020                      |                              |
| 34.                          | 19 czerwca 2021              | A                            | Sewilla, Hiszpania            | Hiszpania                    | 1:1                          |                              | ME 2020                      |                              |
| 35.                          | 23 czerwca 2021              | A                            | Petersburg, Rosja             | Szwecja                      | 2:3                          |                              | ME 2020                      |                              |
| 36.                          | 2 września 2021              | A                            | Warszawa, Polska              | Albania                      | 4:1                          |                              | el. MŚ 2022                  |                              |
| 37.                          | 9 października 2021          | A                            | Warszawa, Polska              | San Marino                   | 5:0                          |                              | el. MŚ 2022                  |                              |
| 38.                          | 12 października 2021         | A                            | Tirana, Albania               | Albania                      | 1:0                          |                              | el. MŚ 2022                  |                              |
| 39.                          | 12 listopada 2021            | A                            | Andora, Andora                | Andora                       | 4:1                          |                              | el. MŚ 2022                  |                              |
| 40.                          | 29 marca 2022                | A                            | Chorzów, Polska               | Szwecja                      | 2:0                          |                              | el. MŚ 2022 Baraże           |                              |
| 41.                          | 1 czerwca 2022               | A                            | Wrocław, Polska               | Walia                        | 2:1                          |                              | LN 2022/2023                 |                              |
| 42.                          | 8 czerwca 2022               | A                            | Bruksela, Belgia              | Belgia                       | 1:6                          |                              | LN 2022/2023                 |                              |
| 43.                          | 11 czerwca 2022              | A                            | Rotterdam, Holandia           | Holandia                     | 2:2                          |                              | LN 2022/2023                 |                              |
| 44.                          | 22 września 2022             | A                            | Warszawa, Polska              | Holandia                     | 0:2                          |                              | LN 2022/2023                 |                              |
| 45.                          | 25 września 2022             | A                            | Cardiff, Walia                | Walia                        | 1:0                          |                              | LN 2022/2023                 |                              |
| 46.                          | 16 listopada 2022            | A                            | Warszawa, Polska              | Chile                        | 1:0                          |                              | towarzyski                   |                              |
| 47.                          | 22 listopada 2022            | A                            | Doha, Katar                   | Meksyk                       | 0:0                          |                              | MŚ 2022                      |                              |
| 48.                          | 26 listopada 2022            | A                            | Ar-Rajjan, Katar              | Arabia Saudyjska             | 2:0                          |                              | MŚ 2022                      |                              |
| 49.                          | 30 listopada 2022            | A                            | Doha, Katar                   | Argentyna                    | 0:2                          |                              | MŚ 2022                      |                              |
| 50.                          | 4 grudnia 2022               | A                            | Doha, Katar                   | Francja                      | 1:3                          |                              | MŚ 2022                      |                              |
| 51.                          | 16 czerwca 2023              | A                            | Warszawa, Polska              | Niemcy                       | 1:0                          |                              | Mecz towarzyski              |                              |
| 52.                          | 20 czerwca 2023              | A                            | Kiszyniów, Mołdawia           | Mołdawia                     | 2:3                          |                              | el. ME 2024                  |                              |
| 53.                          | 7 września 2023              | A                            | Warszawa, Polska              | Wyspy Owcze                  | 2:0                          |                              | el. ME 2024                  |                              |
| 54.                          | 10 września 2023             | A                            | Tirana, Albania               | Albania                      | 0:2                          |                              | el. ME 2024                  |                              |
| 55.                          | 7 czerwca 2024               | A                            | Warszawa, Polska              | Ukraina                      | 3:1                          |                              | Mecz towarzyski              |                              |
| 56.                          | 16 czerwca 2024              | A                            | Hamburg, Niemcy               | Holandia                     | 1:2                          |                              | ME 2024                      |                              |
| 57.                          | 15 listopada 2024            | A                            | Porto, Portugalia             | Portugalia                   | 1:5                          |                              | LN 2024/2025                 |                              |
| 58.                          | 24 marca 2025                | A                            | Warszawa, Polska              | Malta                        | 2:0                          |                              | el. MŚ 2026                  |                              |

## Sukcesy

### Lech Poznań
- Mistrzostwo Polski: 2009/2010

### Legia Warszawa
- Mistrzostwo Polski: 2012/2013, 2013/2014, 2015/2016, 2016/2017
- Puchar Polski: 2012/2013, 2014/2015, 2015/2016

### SSC Napoli
- Mistrzostwo Włoch: 2022/2023

## Życie prywatne
W dzieciństwie uczęszczał do Szkoły Podstawowej nr 34 w Poznaniu. Bartosz Bereszyński jest synem Przemysława Bereszyńskiego, byłego piłkarza m.in. Lecha Poznań oraz Dyskobolii Grodzisk Wielkopolski. Wraz ze swoją partnerką, Mają Mocydlarz, mają dwóch synów: Leo (ur. 10 października 2017) i Bruno (ur. 15 lutego 2021).